# Kuchary (Oława)
Pour les articles homonymes, voir Kuchary.
Kuchary est une localité polonaise de la gmina de Domaniów, située dans le powiat d'Oława en voïvodie de Basse-Silésie.